# 新華路体育中心
新華路体育中心（しんかろたいいくちゅうしん、拼音: Xīnhuá Lù Tǐyù Zhōngxīn）は、中華人民共和国の湖北省武漢市にある多目的スタジアム。

## 概要
主にサッカーの試合に用いられる。収容人数は36,000人。
1955年に建設された。当時は中南体育場と呼ばれた。敷地面積は16,382平方メートルで、1950年代では国内有数のスタジアムだった。2001年に改修工事を開始、2003年に改修工事が終了した。
2009年には、AFC U-19女子選手権2009本大会の会場となった。
中国サッカー・甲級リーグに所属する武漢卓爾足球倶楽部が2009年から2012年、および2014年から2016年にかけてホームスタジアムとして利用していた。